# مطار واغادوغو
مطار واغادوغو (بالإنجليزية: Ouagadougou Airport)، (إياتا: OUA، إيكاو: DFFD)، هو مطار دولي يقع في واغادوغو، عاصمة بوركينا فاسو.
بالإضافة إلى استعماله المدني في الرحلات الدولية فهو يستعمل أيضا لأغراض عسكرية. يسيطر المطار على حوالي 98٪ من حركة النقل الجوي التجاري في بوركينا فاسو. في عام 2007 احتل المطار المرتبة الخامسة عشر في غرب أفريقيا من حيث عدد الركاب.

## الاستعمال العسكري
تستعمل المطار القوات المسلحة الأمريكية كمركز لعملياتها الاستخباراتية الجوية في غرب أفريقيا، حيث تستعمل طائرات مزودة بمعدات مراقبة وتطير فوق مالي وموريتانيا والصحراء بحثاً عن أي آثار لمقاتلي تنظيم القاعدة .

## الخطوط الجوية والوجهات
| شركـات طيـران           | الوجهات |
| ----------------------- | --- |
| الخطوط الجوية الجزائرية | مطار هواري بومدين الدولي |
| بوركينا للطيران         | مطار أبيدجان الدولي، مطار كوتوكا الدولي، مطار باماكو موديبو كيتا الدولي، Bobo-Dioulasso، مطار كوتونو، مطار بليز دياغني الدولي، مطار لومي، مطار ديوري حماني |
| إير كوت ديفوار          | مطار أبيدجان الدولي |
| الخطوط الجوية الفرنسية  | مطار كوتوكا الدولي، مطار باريس شارل ديغول |
| الخطوط الجوية السنغالية | مطار بليز دياغني الدولي |
| أسكاي                   | مطار أحمد سيكو توري الدولي، مطار لومي، مطار ديوري حماني |
| خطوط بروكسل الجوية      | مطار بروكسل الدولي |
| الخطوط الجوية الإثيوبية | مطار أديس أبابا بولي الدولي، مطار أحمد سيكو توري الدولي، مطار ديوري حماني                                                                                  |
| طيران ناس               | موسمي: مطار الملك عبد العزيز الدولي، مطار الأمير محمد بن عبد العزيز الدولي                                                                                 |
| الخطوط الملكية المغربية | مطار محمد الخامس الدولي |
| الخطوط التونسية         | مطار أبيدجان الدولي، مطار تونس قرطاج الدولي |
| الخطوط الجوية التركية   | مطار أحمد سيكو توري الدولي، مطار فريتاون الدولي، مطار إسطنبول الدولي                                                                                       |